# Rhamphomyia nakasujii
Rhamphomyia nakasujii är en tvåvingeart som beskrevs av Saigusa 1963. Rhamphomyia nakasujii ingår i släktet Rhamphomyia och familjen dansflugor. Inga underarter finns listade i Catalogue of Life.